# Perpétuo Socorro (Belo Oriente)
Perpétuo Socorro, também conhecido como Cachoeira Escura, é um distrito do município brasileiro de Belo Oriente, no interior do estado de Minas Gerais. Segundo o censo demográfico de 2022, realizado pelo Instituto Brasileiro de Geografia e Estatística (IBGE), sua população era de 8 465 habitantes e havia 2 790 domicílios particulares permanentes ocupados. Possui área de 72,02 km² conforme a Fundação João Pinheiro (FJP).
De acordo com o IBGE, em 2010 a população era de 8 823 habitantes e havia 2 811 domicílios particulares.
O distrito está localizado na margem do rio Doce e é atendido pela BR-381 e pela Estrada de Ferro Vitória a Minas (EFVM). É conhecido por ser onde está situada a fábrica da Cenibra, uma das principais indústrias da Região Metropolitana do Vale do Aço.

## História

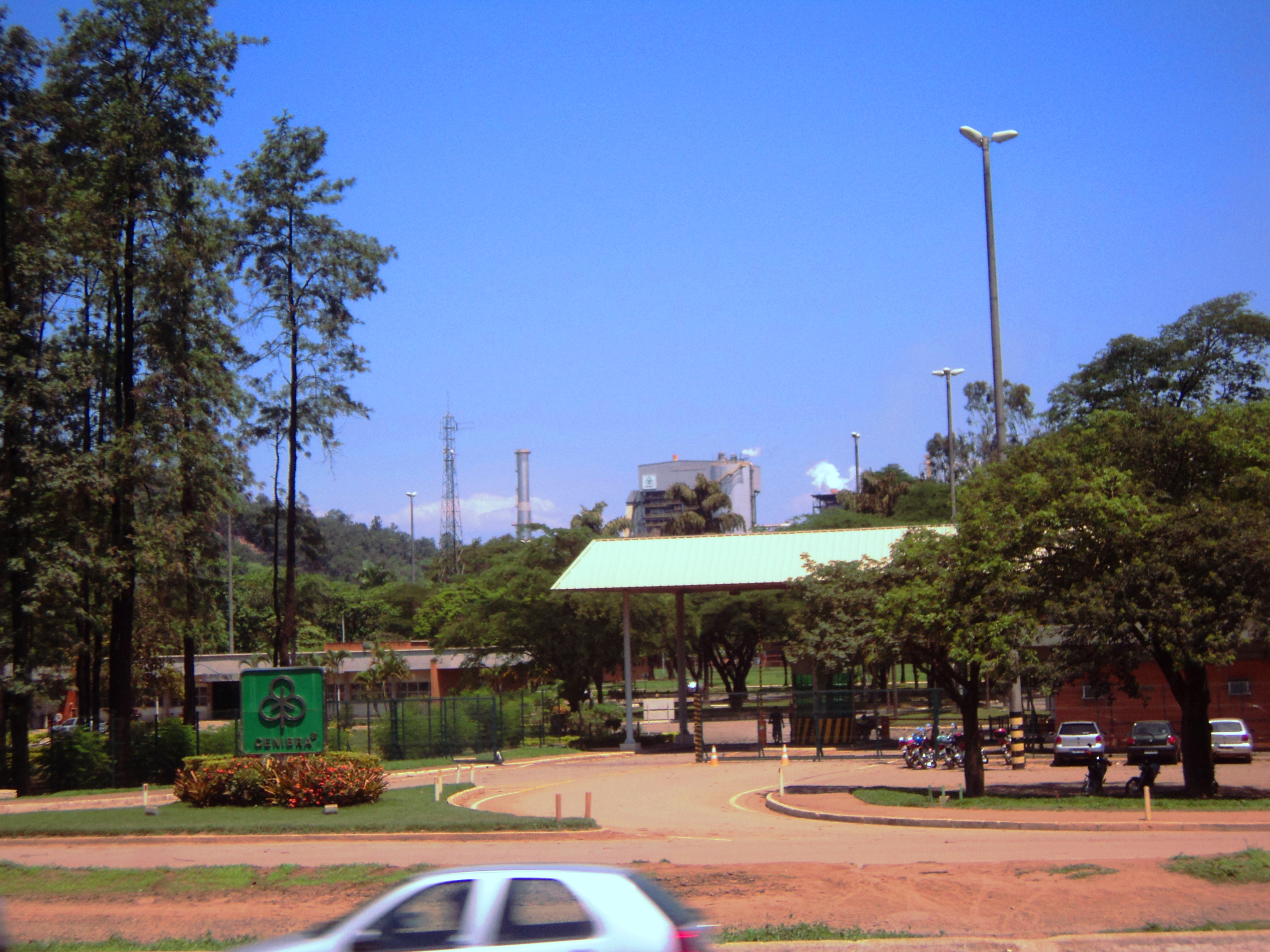
Fábrica da Cenibra na margem da BR-381 em Perpétuo Socorro

Perpétuo Socorro está situado na margem do rio Doce, próximo ao local onde o botânico alemão Friedrich Sellow morreu ao cair nas águas do manancial, em um trecho chamado de Cachoeira Escura, em outubro de 1831.
Na década de 1950, a região era bastante utilizada por empresas do setor madeireiro para plantio, colheita e tratamento do eucalipto. Muitos dos moradores da localidade naquela época trabalhavam nessas indústrias, que favoreceram o crescimento populacional.
O distrito foi criado pela lei estadual nº 2.764 de 30 de dezembro de 1962, juntamente à criação do município de Belo Oriente. Em 1995, tentou se emancipar, sem sucesso. Em 2013, foi novamente oficializado um movimento pró-emancipação, que chegou a propor a emancipação de Perpétuo Socorro juntamente ao distrito de Bom Jesus do Bagre.

## Descrição
A localidade é atendida pela BR-381. Na margem da rodovia federal em Perpétuo Socorro fica localizada a fábrica da Cenibra. A instalação da indústria do ramo de celulose, na década de 1970, deu origem a um súbito crescimento urbano no distrito. Segundo informações de 2013, 76% dos moradores eram oriundos de outras cidades.
Perpétuo Socorro também possui uma estação ferroviária da Estrada de Ferro Vitória a Minas (EFVM), a Estação Frederico Sellow, que foi inaugurada em 30 de dezembro de 1912. O terminal atende ao distrito e ao município de Belo Oriente com trens de passageiros diários que circulam entre as regiões metropolitanas de Vitória e Belo Horizonte. A localidade sedia a Paróquia Nossa Senhora do Perpétuo Socorro, que está subordinada à Diocese de Itabira-Fabriciano.